# Consulat général d'Allemagne à Bordeaux
Le consulat général d'Allemagne à Bordeaux est une représentation consulaire de la République fédérale d'Allemagne en France. Il est situé cours de Verdun, à Bordeaux, en Nouvelle-Aquitaine.